# Épagneul japonais
Pour les articles homonymes, voir Chin.
L'épagneul japonais ou chin (狆, tchin) est une race de chien, assez petite et trapue, du groupe des épagneuls. Ce sont des compagnons loyaux et qui aiment être le centre d'intérêt de leurs maîtres.

## Historique
Contrairement à ce que laisse entendre son nom, l'épagneul japonais semble être originaire du continent asiatique (Chine et Tibet). Cette race descend peut-être des petits chiens du Tibet, puis, de là, passe en Corée. Elle arrive au Japon en 732 comme cadeau des souverains coréens à l'empereur du Japon Kōnin (sous la dynastie Silla entre 377 à 935), et ces chiens deviennent rapidement les favoris du Palais impérial japonais.
L'épagneul japonais est importé en Europe aux environs du IXe siècle. C'est ainsi le chien de prédilection de Marie-Antoinette d'Autriche et, quelques siècles plus tard, de Mistinguett. Le contre-amiral américain Perry reçoit de ces chiens en cadeau lors d'un voyage en Asie et les offre à la reine Victoria qui les adopte et les élève avec ferveur. Édouard Manet lui consacre une de ses toiles en 1875, intitulée Tama : le chien japonais,. En 1957, la race est officiellement reconnue par la Fédération Cynologique Internationale (FCI). Les éleveurs anglais sont probablement à l'origine de son croisement, après son arrivée en Europe, avec le King Charles Spaniel qui a donné la race connue actuellement.

## Description
Leur silhouette est trapue et robuste. La taille est petite, environ 30 cm pour les femelles comme pour les mâles. Le chanfrein (partie comprise entre le front et les naseaux ) est court. Ils ont le pelage long, les oreilles et la queue, de couleur noire et blanche ou rousse et blanche. Ils ressemblent à leurs cousins carlins et pékinois. Ils ont une grosse tête au crâne large et au museau court, de grands yeux de couleur noire et de petites oreilles tombantes en forme de « V ». Leur queue est recourbée et repose sur le dos,. Leur poids est classé en deux catégories: les plus et les moins de 4 kg. Les poids vont de fait de 2 kg à 6kg. Leur apparence élégante leur vaut du succès lors des compétitions canines.

## Comportement
C'est un petit chien de compagnie, sociable, équilibré, docile, et sensible, qui n'aime pas la solitude,. Sans éducation, il peut se montrer impulsif. Il tolère bien les enfants, si ces derniers le respectent, mais se montre méfiant avec les personnes qu'il ne connaît pas. Il aboie peu. Il peut vivre en appartement, avec des sorties quotidiennes. Il n’a pas un grand besoin d’exercice : deux sorties quotidiennes lui suffisent. Lorsqu’il joue ou s’il est particulièrement heureux, ce chien peut avoir tendance à tourner en rond tout en sautant.

## Santé
Il est robuste, aime le soleil mais craint la canicule. Il aime la propreté et apprécie d'être brossé. Certains sujets souffrent de problèmes cardiaques et respiratoires et la race peut être sensible aux maladies oculaires et auriculaires.
Durée moyenne de vie : 12 à 14 ans.

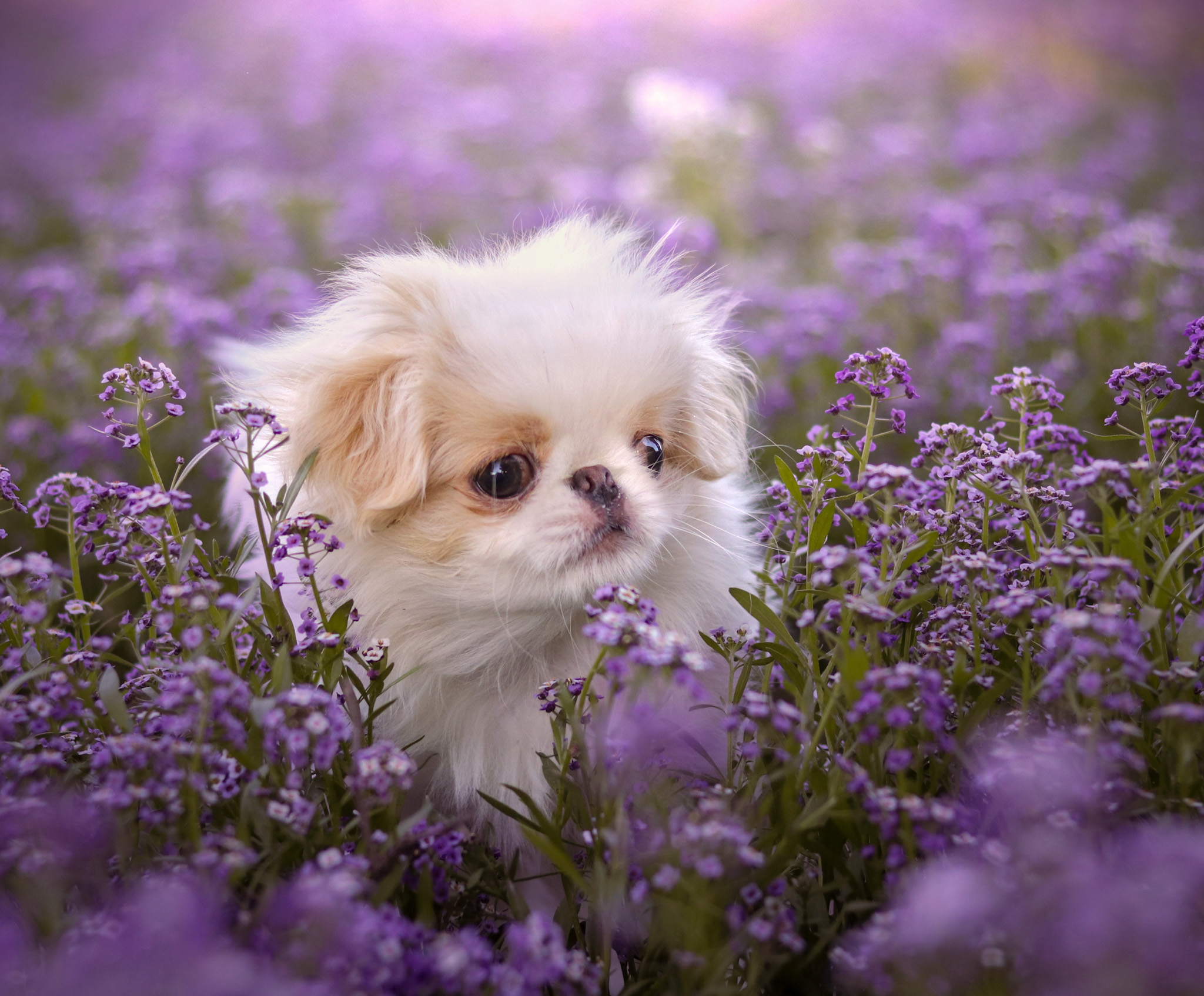
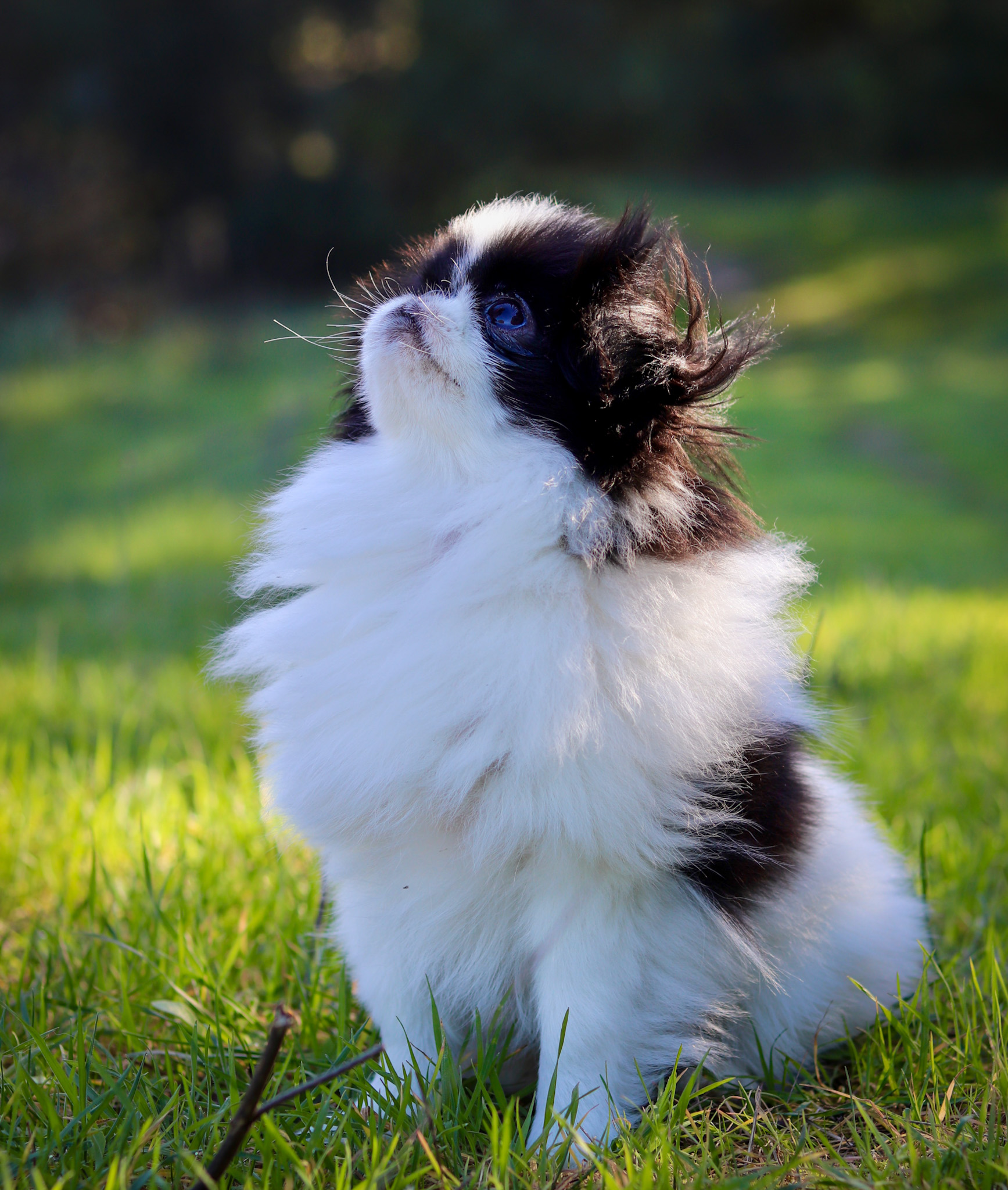
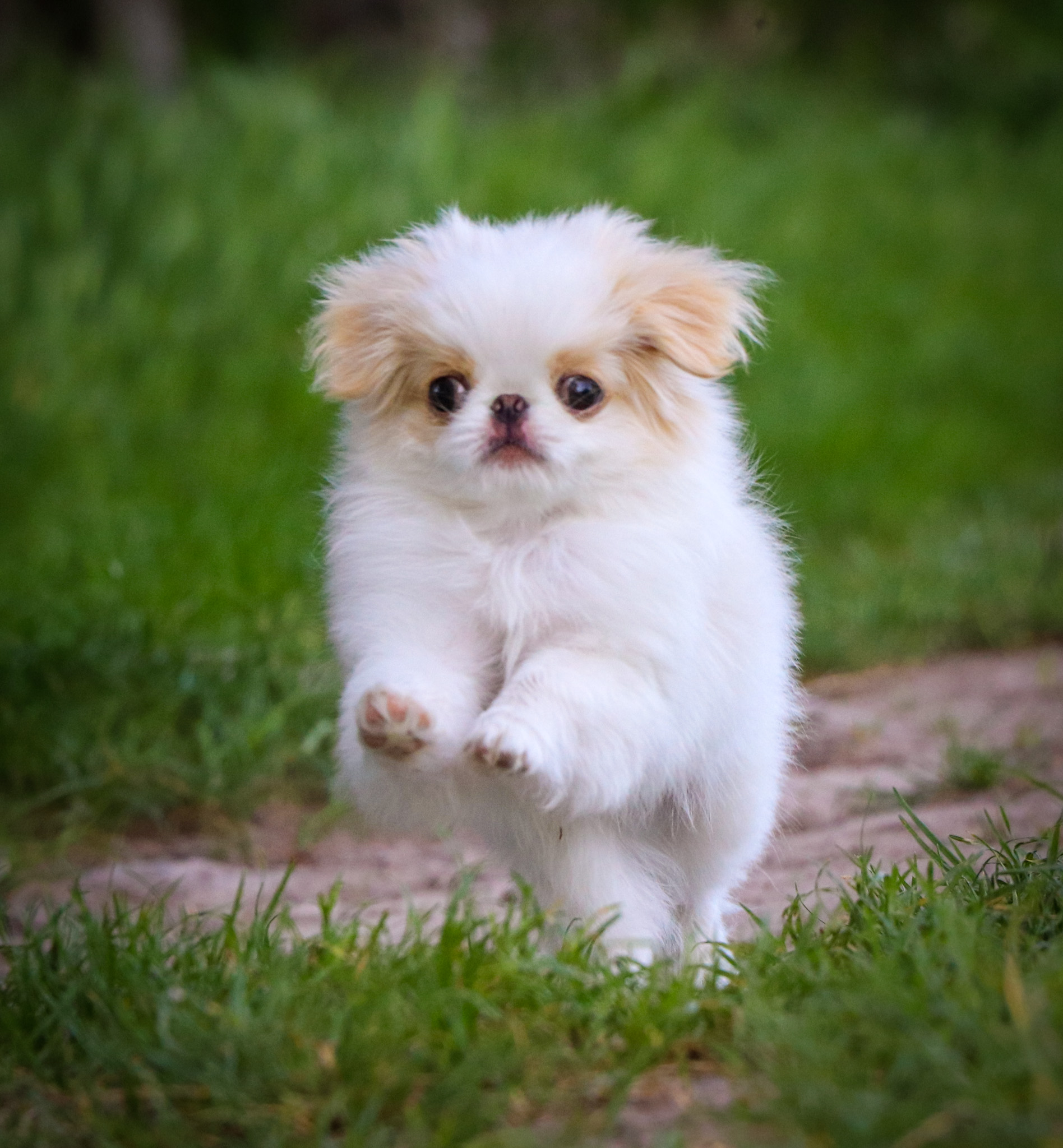
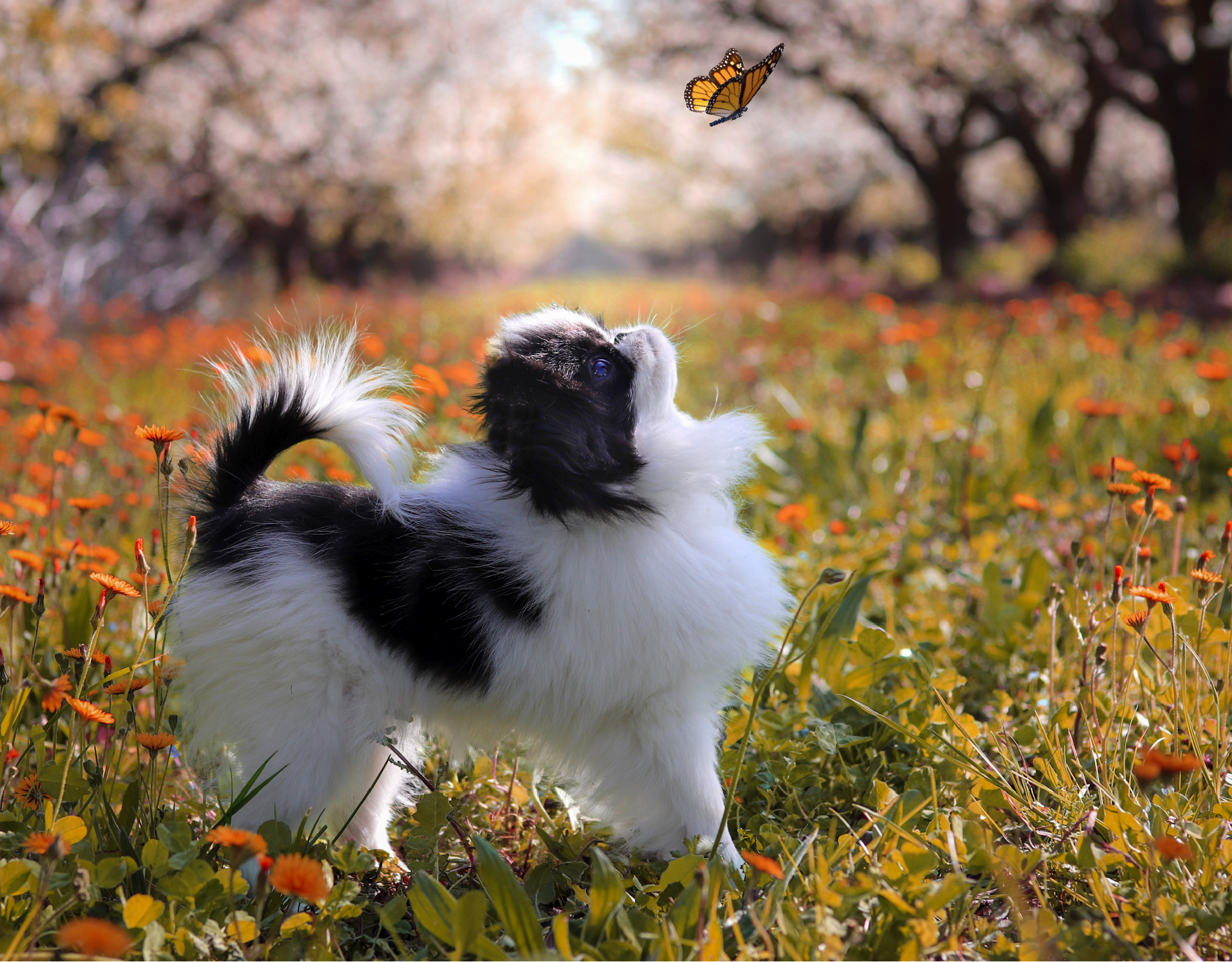
Épagneul japonais par E.Manet